# Надежда (княгиня)
Вижте пояснителната страница за други личности с името Надежда.
Княгиня Надежда Българска, херцогиня Саксонска (Надежда Клементина Мария Пия Мажелла) (30 януари 1899 – 15 февруари 1958) е последното дете на княз (цар) Фердинанд I и княгиня Мария-Луиза, която починала при раждането ѝ. Сестра на цар Борис III, княз Кирил и княгиня Евдокия. Тя е от рода Сакскобургготски, дом Ветин. Кръстена  е по римокатолически обред в дворцовия параклис в София. Не се занимава с политическа дейност. През 1918 г.  с по-голямата си сестра княгиня Евдокия напуска България и заживява в изгнание с баща си цар Фердинанд и брат си княз Кирил Преславски, в гр. Кобург, Германия. През 1922 г. заедно със сестра си се завръща в родината, където остава до брака си с херцог Албрехт-Ойген Вюртембергски, след което живее в Германия.
Вероятно на нейното име и в нейна чест е кръстено столичното село Надежда, днес един от големите жилищни комплекси в София. Последното ѝ посещение в България е по време на траурната церемония и погребението на брат ѝ – цар Борис III през септември 1943 г.

## Памет
На Надежда е наречена улица в квартал „Разсадник-Коньовица“ в София (Карта).

## Семейство
На 24 януари 1924 се омъжва за херцог Албрехт-Ойген Вюртембергски. Имат 5 деца:
- Фердинанд Ойген Албрехт Мария Йозеф Иван Рилски Филип Аугуст Клеменс Карл Роберт Лудвиг Борис Кирил Франц де Паула (1925 – 2020)
- Маргарита-Луиза Евдокия Надежда фон Вюртемберг (1928 – 2017)
- Ойген Иван Рилски фон Вюртемберг (1930 – 2022)
- Александър Ойген Фердинанд Иван Рилски фон Вюртемберг (р. 1933)
- София Евдокия Луиза фон Вюртемберг (р. 1937)